# ウラナミアカシジミ
ウラナミアカシジミ（裏波赤小灰蝶、学名：Japonica saepestriata Hewitson, 1865）は、シジミチョウ科アカシジミ属に属するチョウの一種。

## 特徴
翅裏は薄いオレンジ地、その上に角ばった黒点をちりばめたような特徴あるウラナミシジミに似た模様。後翅の紅角は赤く、黒い尾状突起の先端が白くなる。翅表はオレンジ一色。飛んでいる時はわからないが、止まるとすぐにそれとわかる。前翅が横に長く後翅が縦に長い、アンバランスな翅を持つ。
本種もゼフィルスの一員で、昼間は葉に止まってじっとしている。

## 生態
成虫は初夏のみ発生の年1化。夏に生まれた卵がそのまま越冬して翌年の春にやっと孵化しその年に発生、と、アカシジミとほとんど同じ生活史をとる。雑木林に多く、発生地を離れようとする傾向があまりない。幼虫はクヌギ、アベマキ、ウバメガシなどの葉を主な食草とし、ミズナラ、コナラ、ナラガシワも食草とすることがある。木炭を利用していた時代は雑木林でも植林などがされており若い樹が多かったため、新芽を好んで食す本種が大発生していた。

## 分布
ロシア沿海州、中国、朝鮮半島、日本に分布する。平地、丘陵地、低山地の雑木林などに生息する。
日本の北海道、本州、四国北部に亜種（J. saepestriata saepestriata）生息するが、生息域、個体数ともに芳しくない。紀伊半島に生息するものは、小型で斑紋が変化していて別の亜種（J. saepestriata gotohi）とされる。中国東部には別の亜種が生息する。

## 分類
以下の亜種に分類されている。

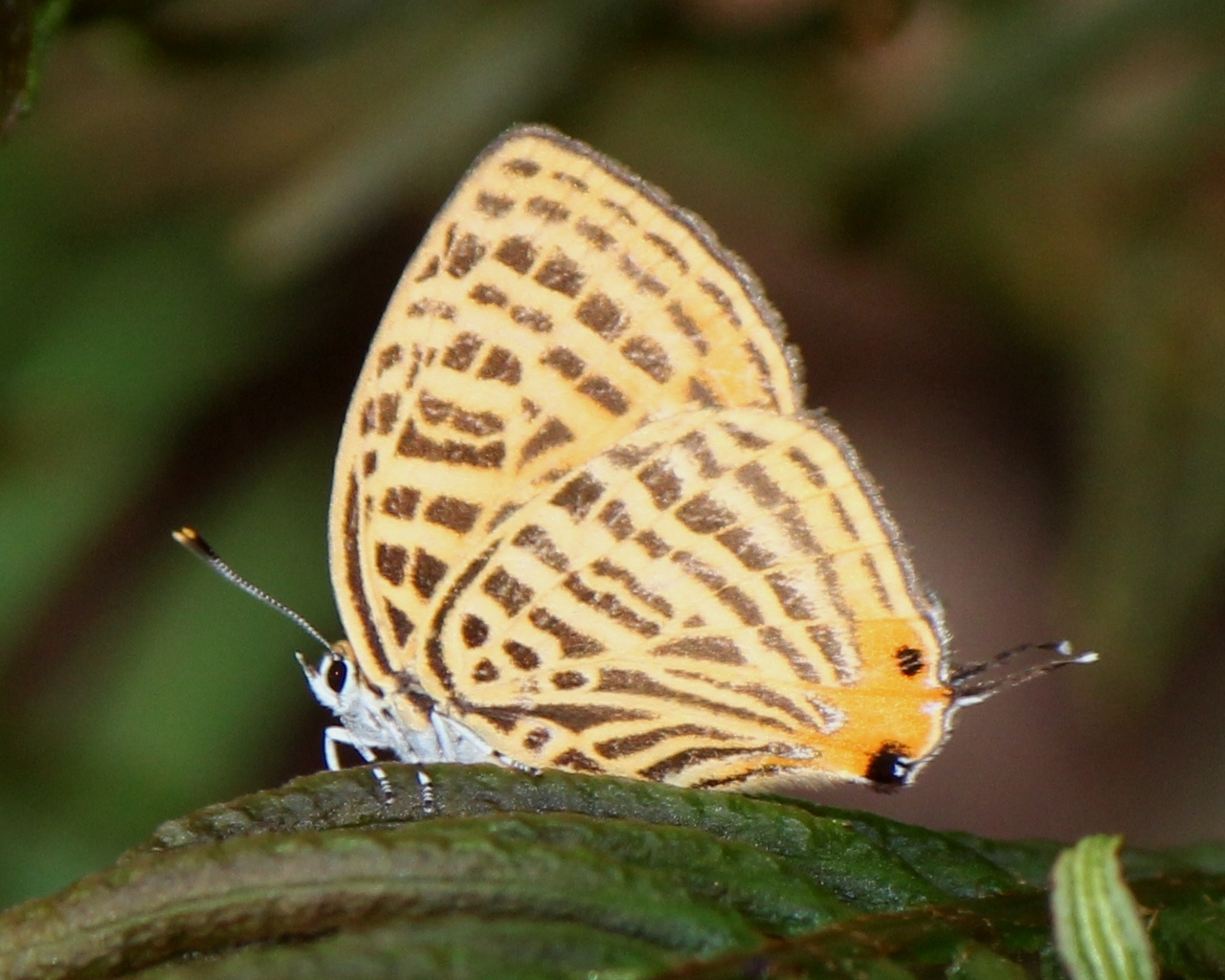
J. saepestriata saepestriata

- J. saepestriata saepestriata（Hewitson, 1865）
- J. saepestriata gotohi Saigusa - 紀伊半島南部亜種

## 種の保全状況評価
日本の以下の都道府県で、レッドリストの指定を受けている。開発、雑木林の減少などでこの種もめっきり少なくなった。
- 絶滅危惧I類（CRまたはEN） - 東京都区部、鳥取県[6]
- 絶滅危惧II類（VU）- 埼玉県[7]、静岡県、大阪府、奈良県、広島県、香川県[8]
  - 要保護生物 （C）[注釈 1] - 千葉県[9]
  - 絶滅危惧増大種 - 滋賀県
- 準絶滅危惧（NT）- 長野県、三重県[10]、京都府[11]、和歌山県、島根県[12]
  - 希少野生生物（Cランク）[注釈 2] - 青森県[13]
  - Cランク[注釈 3] - 兵庫県
  - 希少種[注釈 4] - 奈良県（ウラナミアカシジミ紀伊半島亜種）
- 留意 - 岡山県[14]